# 蜂須賀茂韶

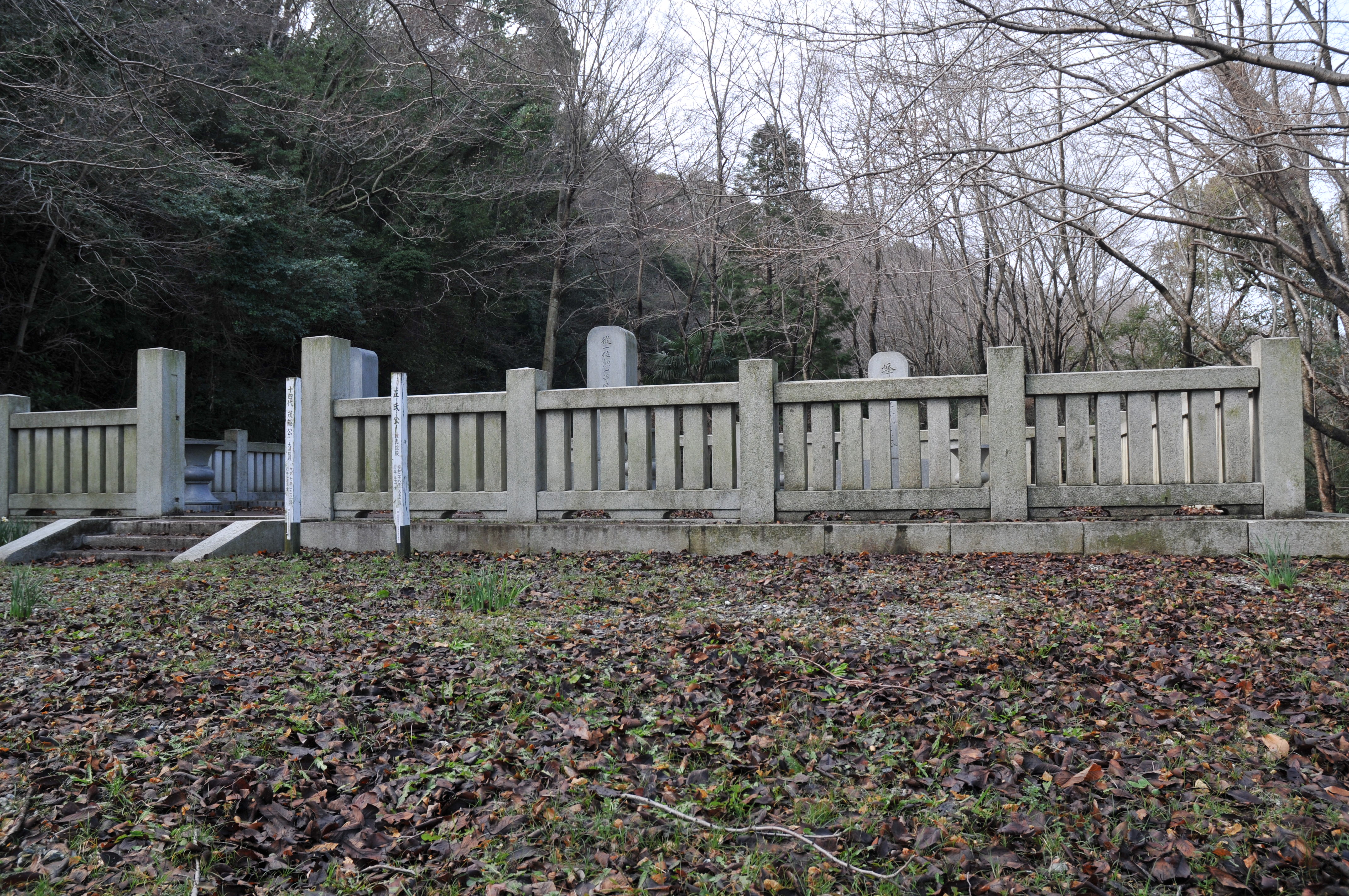
万年山墓所の茂韶夫妻と正氏の墓（徳島県徳島市眉山町）

蜂須賀 茂韶（はちすか もちあき）は、江戸時代末期の大名、明治・大正時代の華族。阿波国徳島藩第14代（最後）の藩主。文部大臣、東京府知事、貴族院議長を歴任した。号は誠堂、霰笠。徳川家斉の孫。

## 経歴
第13代藩主・蜂須賀斉裕（第11代将軍・徳川家斉の二十二男）の次男。母は山本氏の娘、たま。幼名は氏太郎。
従兄弟で第14代将軍の徳川家茂より偏諱を授かり茂韶と名乗る。慶応4年（1868年）1月6日の父の急死により家督を継ぐ。斉裕の危篤から死去が鳥羽・伏見の戦いの最中であったことから、藩内は大混乱をきたした。その後の戊辰戦争では新政府側に与して奥羽にも兵を送ったが、相次ぐ藩内の混乱のため、新式のイギリス軍備を導入していたにもかかわらず少数の藩兵しか送れず、諸藩からの冷評を受けたと言われている。
明治維新後はオックスフォード大学に留学した。明治15年（1882年）から同19年（1886年）まで駐フランス公使（スペイン・ベルギー・スイス・ポルトガル公使も兼務）。
1884年（明治17年）、侯爵となる。
第11代東京府知事（1890年 - 1891年）、文部大臣などを務め、麝香間祗候の待遇を受ける。
1891年（明治24年）7月21日、貴族院議長となり、1896年（明治29年）10月3日まで務めた。
この間、渋沢栄一と企業を設立。渋沢が経営を担当し、蜂須賀茂韶は資金を調達した。
1879年（明治12年）8月に東京海上保険（東京海上日動火災保険）を創立。茂韶が初代社長で渋沢と三菱財閥創業者の岩崎弥太郎が相談役を務めた。
ジャパン・ツーリスト・ビューロー（JTB）の前身「貴賓会」は1892（明治25）年、茂韶、渋沢、三井物産社長の益田孝らが発起人となり創立。茂韶が会長、渋沢が幹事長となった。
日本鉄道株式会社（JR東日本）や大阪紡績株式会社（東洋紡）、東京人造肥料株式会社（日産化学）なども創立に関わった。
藩祖・蜂須賀正勝を大名に引き立てたのは豊臣秀吉であった縁から、旧福岡藩主家当主黒田長成（藩祖黒田孝高を大名に引き立てたのはやはり秀吉である）を会長として結成された豊国会の副会長を務め、豊国会が京都東山の豊国神社に豊臣秀吉廟を建立した折には、黒田とともに燈籠を寄進している。
芝区三田綱町の蜂須賀家所有地の一部は慶應義塾に売却されて綱町グラウンドとなり、明治36年（1903年）11月21日に第1回早慶戦が行われた。
1918年2月10日、風邪気味で自邸で静養中のところ、気管を冒され、心臓麻痺で死去した。享年73。
法号は大源院殿。墓所は徳島市の万年山。

## 年譜
- 1846年（弘化3年）、誕生
- 1860年（万延元年）3月、侍従に任官し、淡路守を兼任。
- 1864年（元治元年）4月、左近衛権少将に転任。淡路守如元。
- 1868年（明治元年）1月17日、家督を相続する。3月4日、朝廷の議定に補任。刑法官事務局輔を兼帯。同月、左近衛権中将に転任。阿波守を兼任。淡路守の任替。同月、権中納言に転任。4月21日、刑法官事務局輔の兼帯を止む。
- 1869年（明治2年）4月8日、明治政府の民部官知事を兼帯。5月15日、議定・民武官知事を止め、麝香間祗候に異動。6月24日、徳島藩知事に異動。
- 1871年（明治4年）7月14日、廃藩。8月20日、左院少議官に仕官。10月18日、左院少議官辞任。
- 1872年（明治5年）、留学のため妻の斐と弟・蜂須賀萬亀次郎同伴で渡英、ペル・メル (ロンドン)に居を定める[6]。「鉄道建築之義ニ付建言書」を太政官に提出[6]。
- 1874年（明治6年）、斐と離婚。オックスフォード大学入学[6]。三宮義胤、菊池大麓、古澤滋ら日本人留学生の支援もした[6]。
- 1876年（明治8年）、政治・経済学を学び、卒業[6]。
- 1877年（明治9年）、3月、鍋島直大・胤子夫妻とともにビクトリア女王に謁見[6]。日本が英国に発注した軍艦「金剛」「扶桑」「比叡」の進水式に出席[6]。
- 1879年（明治12年）1月、帰国。8月、外務省御用掛に任官。来日したハインリヒ・フォン・プロイセン (1862-1929)、ユリシーズ・グラントの接待掛を務めた[6]。
- 1880年（明治13年）4月10日、大蔵省関税局長（三等出仕）に異動。
- 1881年（明治14年）5月、随子と再婚。
- 1882年（明治15年）5月24日、参事院議官に異動。5月25日、法制部勤務。12月20日、駐フランス国特命全権公使として異動し赴任。
- 1884年（明治17年）、侯爵となる。訪仏した大山巌陸軍卿の視察団の接待、日仏間郵便為替条約の批准、国際度量衡委員会の会議参加など[6]。
- 1885年（明治18年）、メートル条約加盟[6]
- 1886年（明治19年）6月、ジュネーブ条約に調印し、9月に駐フランス国特命全権公使の任を終え、帰国。
- 1887年（明治20年）6月7日、元老院議官（勅任官一等）に任官。
- 1888年（明治21年）7月12日、高等法院予備裁判官を兼帯。
- 1889年（明治22年）、三条実美、菊亭脩季、大谷光瑩、戸田康泰、秋元興朝と北海道開拓の華族組合農場設立[7]。
- 1890年（明治23年）2月、侯爵議員を終身兼帯。5月19日、東京府知事並びに東京市長を兼帯。
- 1891年（明治24年）7月21日、貴族院議長に異動。
- 1893年（明治26年）日本初の外国人観光客誘致組織「喜賓会（The Welcome Society）」創立の発起人、会長、西班牙学協会会長就任[6]。北海道雨竜郡に蜂須賀農場設立[7]。
- 1896年（明治29年）3月14日、9月28日、第二次松方正義内閣の文部大臣を兼帯。10月3日、貴族院議長辞任。
- 1897年（明治30年）11月6日、枢密顧問官に異動（終身）。
- 1899年（明治32年）4月13日、文官高等懲戒委員長を兼帯。
- 1900年（明治33年）7月4日、会計検査官懲戒裁判所長官を兼帯。
- 1906年（明治39年）10月10日、会計検査官懲戒裁判所長官を再度兼帯。
- 1908年（明治41年）2月8日、議定官を兼帯。
- 1916年（大正5年）7月6日、教育調査会総裁を兼帯。
- 1918年（大正7年）2月10日、死去

## 栄典
位階
- 万延元年（1860年）3月、従四位上
- 明治元年閏4月21日（1868年6月11日）- 従二位[8]
- 1895年（明治28年）12月20日 - 正二位[8][9]
- 1918年（大正7年）2月10日 - 従一位[10]

爵位
- 1884年（明治17年）7月7日 - 侯爵[8][11]

勲章等
| 受章年                     | 略綬 | 勲章名                   | 備考 |
| -------------------------- | ---- | ------------------------ | ---- |
| 1881年（明治14年）7月16日  |      | 勲三等旭日中綬章         |      |
| 1887年（明治20年）11月25日 |      | 勲二等旭日重光章         |      |
| 1887年（明治20年）12月27日 |      | 金製黄綬褒章             |      |
| 1888年（明治21年）10月15日 |      | 銀杯一個                 |      |
| 1888年（明治21年）10月15日 |      | 銀盃一個                 |      |
| 1889年（明治22年）11月25日 |      | 大日本帝国憲法発布記念章 |      |
| 1890年（明治23年）10月21日 |      | 銀牌一個                 |      |
| 1891年（明治24年）3月26日  |      | 木盃一個                 |      |
| 1894年（明治27年）3月9日   |      | 大婚二十五年祝典之章     |      |
| 1896年（明治29年）3月14日  |      | 勲一等瑞宝章             |      |
| 1897年（明治30年）6月1日   |      | 金杯一組                 |      |
| 1903年（明治36年）12月26日 |      | 旭日大綬章               |      |
| 1912年（大正元年）8月1日   |      | 韓国併合記念章           |      |
| 1914年（大正3年）6月18日   |      | 金杯一組                 |      |
| 1915年（大正4年）4月20日   |      | 御紋付銀杯               |      |
| 1915年（大正4年）11月10日  |      | 大礼記念章（大正）       |      |
| 1916年（大正5年）4月1日    |      | 金杯一組                 |      |
| 1918年（大正7年）2月10日   |      | 旭日桐花大綬章           |      |

外国勲章佩用允許
| 受章年                     | 国籍           | 略綬 | 勲章名                                               | 備考 |
| -------------------------- | -------------- | ---- | ---------------------------------------------------- | ---- |
| 1881年（明治14年）6月14日  | ドイツ帝国     |      | 王冠第二等勲章                                       |      |
| 1881年（明治14年）7月16日  | ハワイ王国     |      | カラカウア勲章ナイトグランドオフィサー               |      |
| 1884年（明治17年）3月11日  | スペイン王国   |      | イサベル・ラ・カトリカ第一等勲章                     |      |
| 1887年（明治20年）10月19日 | ポルトガル王国 |      | ヴィラ・ヴィソーザ無原罪の聖母騎士団勲章グランクロワ |      |
| 1888年（明治21年）3月24日  | フランス共和国 |      | レジオンドヌール勲章グラントフィシエ                 |      |
| 1888年（明治21年）9月11日  | ベルギー王国   |      | レオポルド勲章グランコルドン                         |      |

## 系譜
- 父：蜂須賀斉裕（1821–1868）
- 母：たま（山本氏）
- 先妻：斐姫（1852–1929） - 蜂須賀隆芳の娘
- 後妻：蜂須賀随子（1854–1923） - 徳川慶篤（水戸藩第10代藩主。徳川慶喜の同母兄）の長女。1877年に結婚
  - 養女：吉井貞子（1885–1952） - 徳川篤守（随子の弟）の娘。吉井子爵家（旧鷹司松平家）分家・吉井信照妻
- 妾：某氏
  - 長男：蜂須賀正韶（1871–1932） - 妻は蜂須賀筆子、子に蜂須賀正氏、蜂須賀年子、蜂須賀笛子
- 妾：萩原京 - 正室の随子の侍女で随子公認の側室。茂韶は月水金を随子の暮らす本邸で、残りを京の暮らす高輪邸で過ごしたが、京は随子の代わりに夜伽を務める公認の側室でもあったため、本邸にも部屋を持っていた[21]。

## 蜂須賀農場
茂韶が1893年（明治26年）に開設した。深川・雨竜・秩父別・新十津川にまたがる大規模な小作制農場で、莫大な利益を蜂須賀家にもたらしたが、茂韶の死後、1921年（大正10年）から10年余りにわたり小作争議が争われ、跡を継いだ正韶らを疲弊させた。

## 盗賊伝説について
司馬遼太郎『街道をゆく43 濃尾参州記』に、以下の記述がある。
茂韶が宮中に参内して応接室で待たされたとき、ふと卓上にあった紙巻タバコを1本失敬したところ、やってこられた明治天皇がそれに気づかれ、諧謔をもって「蜂須賀、先祖は争えんのう」と嬉しそうに茂韶をながめられたという。これは明治天皇が『太閤記』の記述に基づき阿波の徳島藩主蜂須賀氏の初代蜂須賀正勝が盗賊あがり（土豪あがり）だと思っていたためだろう。これがきっかけとなり、蜂須賀家では歴史学者の渡辺世祐に依頼して、正勝が盗賊ではないことを立証してもらったという。
また、司馬の著書に先立つ河盛好蔵『人とつき合う法』には、名前は伏せてあるが（H侯爵家となっているが、武家の侯爵家でイニシャルがHになるのは他に細川家しかない）、明らかに蜂須賀家を指して、先祖が夜盗として有名であったが、何とか先祖の汚名をそそぎたく、夜盗ではなかったと立証してもらいたいと、喜田貞吉に依頼したという記述がある。しかし喜田は調査の結果、「H侯爵家の先祖はたしかに夜盗であった。しかし夜盗というものは、その時代には決して恥ずべき職業ではなかった、ということなら、歴史的に証明してみせます」と回答したため、それでは困ると沙汰やみになったという。
ただ、茂韶の父斉裕が11代将軍家斉と皆春院の間に生まれた子なので、茂韶に蜂須賀正勝の血は流れていない。また、明治天皇の祖父・仁孝天皇の生母・東京極院の母は池田仲庸の娘であり、池田仲庸の曽祖父池田光仲の母は蜂須賀至鎮（正勝の孫）の娘・三保姫であるため、明治天皇と正勝の間にも系譜上のつながりがある（実際は勧修寺婧子と数計子に血のつながりがあるかは不明）。
蜂須賀正勝━家政━至鎮━三保姫━池田光仲━仲澄━仲央━仲庸━数計子=勧修寺婧子━仁孝天皇━孝明天皇━明治天皇

### 事柄
- 八月十八日の政変 - 岡山藩・鳥取藩・米沢藩とともに奔走した速記録が残る[22]。
- 庚午事変 - 明治3年5月に起こった、蜂須賀家家臣と蜂須賀家家老稲田家の衝突。淡路島が阿波と分かれる遠因になったと言われる。
- 小倉製紙所 - 茂韶が筆頭株主だった製紙会社。王子製紙に吸収された。
- 大日本地名辞書 - 明治33年～明治40年にかけ刊行された辞書。歴史家吉田東伍著。汎論索引寄稿。
- 蜂須賀桜 - 徳島城内にあった桜。茂韶が重臣の原田に命じて城外に移したと伝わる。樹齢250年越えの早咲き桜。
- 原田家住宅 - 江戸時代の武家屋敷。国の登録有形文化財。敷地内に蜂須賀桜が植わっている。
- 藩閥 - 明治期の閣僚経験者で旧徳島藩出身は茂韶と芳川顕正、松岡康毅の3名。
- 鹿鳴館 - 迎賓館

### 人物
- 渋沢栄一 - 徳川慶喜家臣、官僚、実業家。
- 新居水竹 - 徳島藩士。庚午事変の責を追って切腹（日本法制史上、最後の切腹刑）。
- 高畠五郎 - 幕末・明治の蘭学者。父は徳島藩医。
- 小室信夫 - 徳島藩に幽閉されていた志士[23]。徳島藩大参事として庚午事変の収拾に当たった[24]。貴族院勅選議員、実業家。